# Polyphon (Musikautomat)

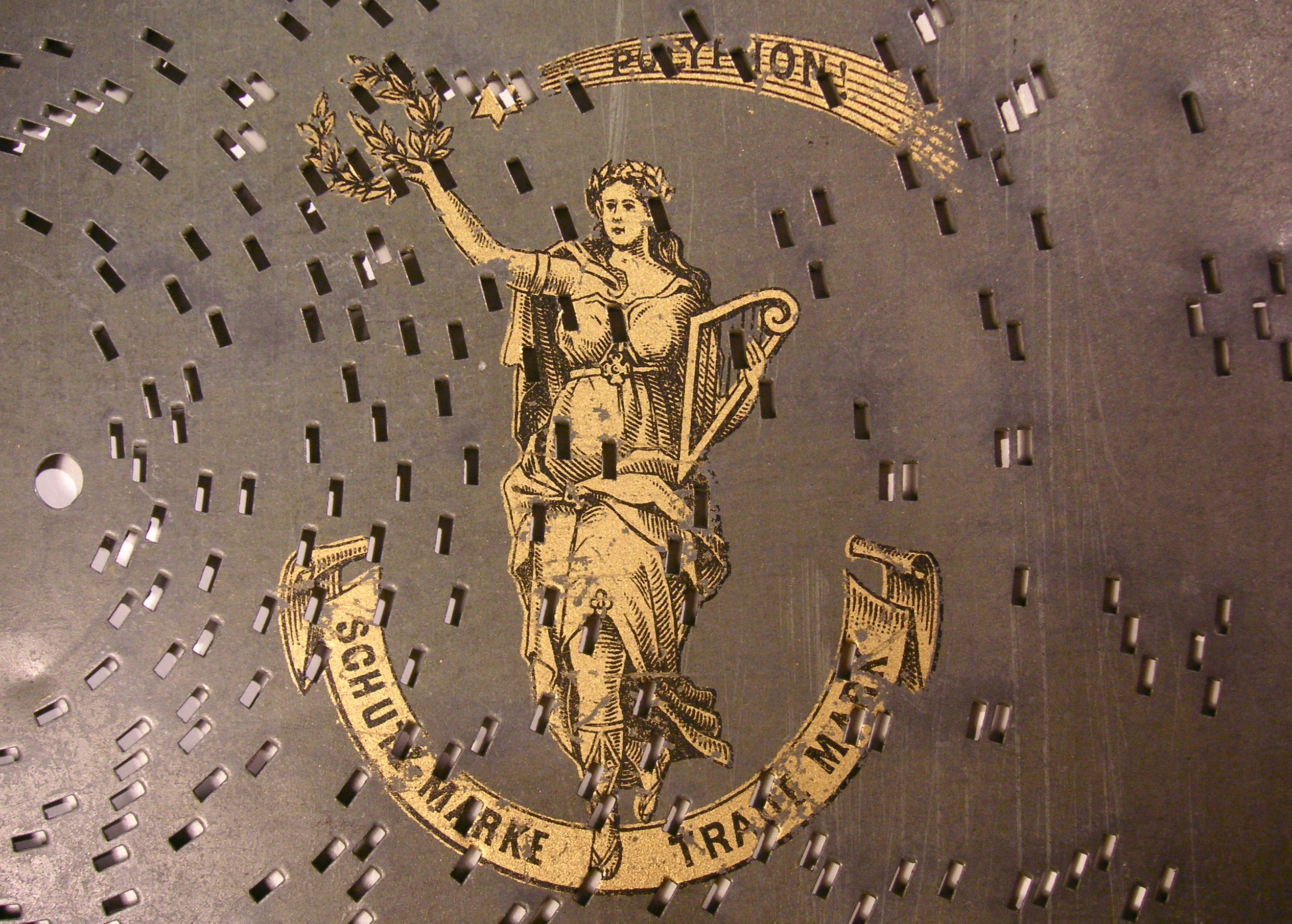
Die Schutzmarke der Firma

Polyphon ist der Markenname eines selbstspielenden mechanischen Musikinstruments, das von der Firma Polyphon-Musikwerke AG in Wahren bei Leipzig um die Jahrhundertwende 1900 hergestellt wurde. Das Wort polyphon kommt vom altgriech. πολύ polý „viel“ und φωνή phonḗ „Stimme“, also „vielstimmig“.

## Unternehmensgeschichte

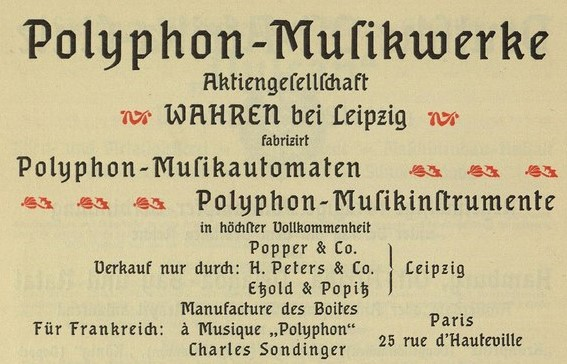
Weltausstellung Paris 1900

Die Polyphon-Musikwerke wurden 1889 unter der Firma Brachhausen & Rießner von Gustav Adolph Brachhausen (1860–1943) und Ernst Paul Rießner gegründet. Beide waren vorher bei dem Konkurrenzunternehmen Symphonion beschäftigt und hatten von dort technisches Wissen „mitgenommen“, was der Inhaber von Symphonion, Lochmann, vergeblich zu unterbinden versuchte.
Das Unternehmen Brachhausen & Rießner stellte ihr „Polyphon“ erstmals auf der Leipziger Herbstmesse 1890 aus. Das Warenzeichen wurde 1891 registriert und zeigt eine Frau mit Lyra und Lorbeerkranz unter einem Kometen. Das Unternehmen erlangte zwischen 1890 und 1894 insgesamt sieben Patente und 12 Gebrauchsmuster-Einträge. Zur Weltausstellung in Antwerpen 1894 wurden die Polyphon-Apparate mit einer Silbermedaille ausgezeichnet. Am 1. April 1895 wurde die Firma in Polyphon Musikwerke AG geändert. Die Geräte wurden auch auf der Weltausstellung Paris 1900 ausgestellt. Um 1900 beschäftigte man ungefähr 800 Mitarbeiter und erreichte eine Jahresproduktion von 40.000 Instrumenten.
1904 stellten die Polyphon Musikwerke die erste unzerbrechliche Schallplatte aus Metallblech mit Zelluloidüberzug vor. Am 25. Juli 1914 folgte die Eintragung der Marke Polydor für Musikinstrumente, Noten, Walzen, Schallplatten und Apparate. Am 24. April 1917 erwarb die Polyphon Musikwerke AG die Aktien der als Feindvermögen unter Verwaltung stehenden Deutsche Grammophon AG, die Firma wurde daraufhin in Polyphonwerke AG geändert. Die weitere Geschichte der Polyphonwerke ist auch die der Deutschen Grammophon.

## Funktion

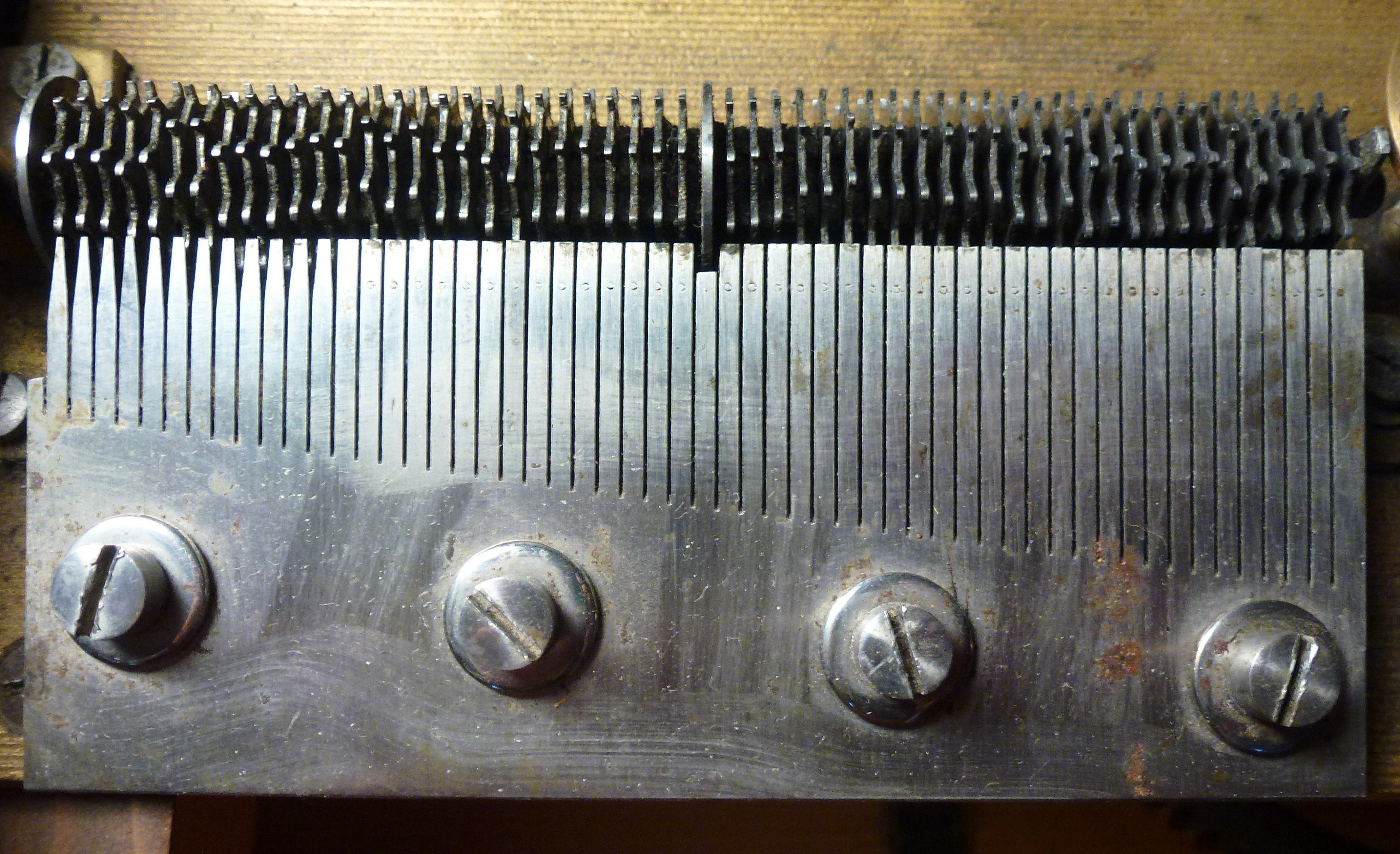
Stimmkamm einer Polyphon

Das Funktionsprinzip der Polyphon-Lochplatte besteht in einer Metallplatte mit eingestanzten länglichen Löchern, die auf der Unterseite kleine Haken bilden. Diese Haken drehen ihrerseits an mit Zähnen versehenen Rädchen,  die Metalllamellen am so genannten Stimmkamm anreißen, und so einen Ton erzeugen. Das Polyphon war mit einem Federwerk versehen, das mit einer Kurbel aufgezogen werden musste.
Die Melodien waren auf Lochplatten aufgebracht, die leicht ausgetauscht werden konnten. Lochplatten gab es in verschiedenen Größen und mit unterschiedlich langer Spieldauer. Beispielsweise hatte eine Lochplatte mit 28 cm Durchmesser eine Spieldauer von ungefähr einer Minute.
Größere Instrumente waren als Münzautomaten für die Aufstellung in Gaststätten ausgeführt. Sie boten dem Kunden die Auswahl zwischen zwölf verschiedenen Melodien. Die Platte mit der gewünschten Melodie wurde nach Einwurf der Münze selbsttätig aus dem Magazin in den Spielmechanismus gehoben, abgespielt und wieder im Magazin verstaut.

## Bilder

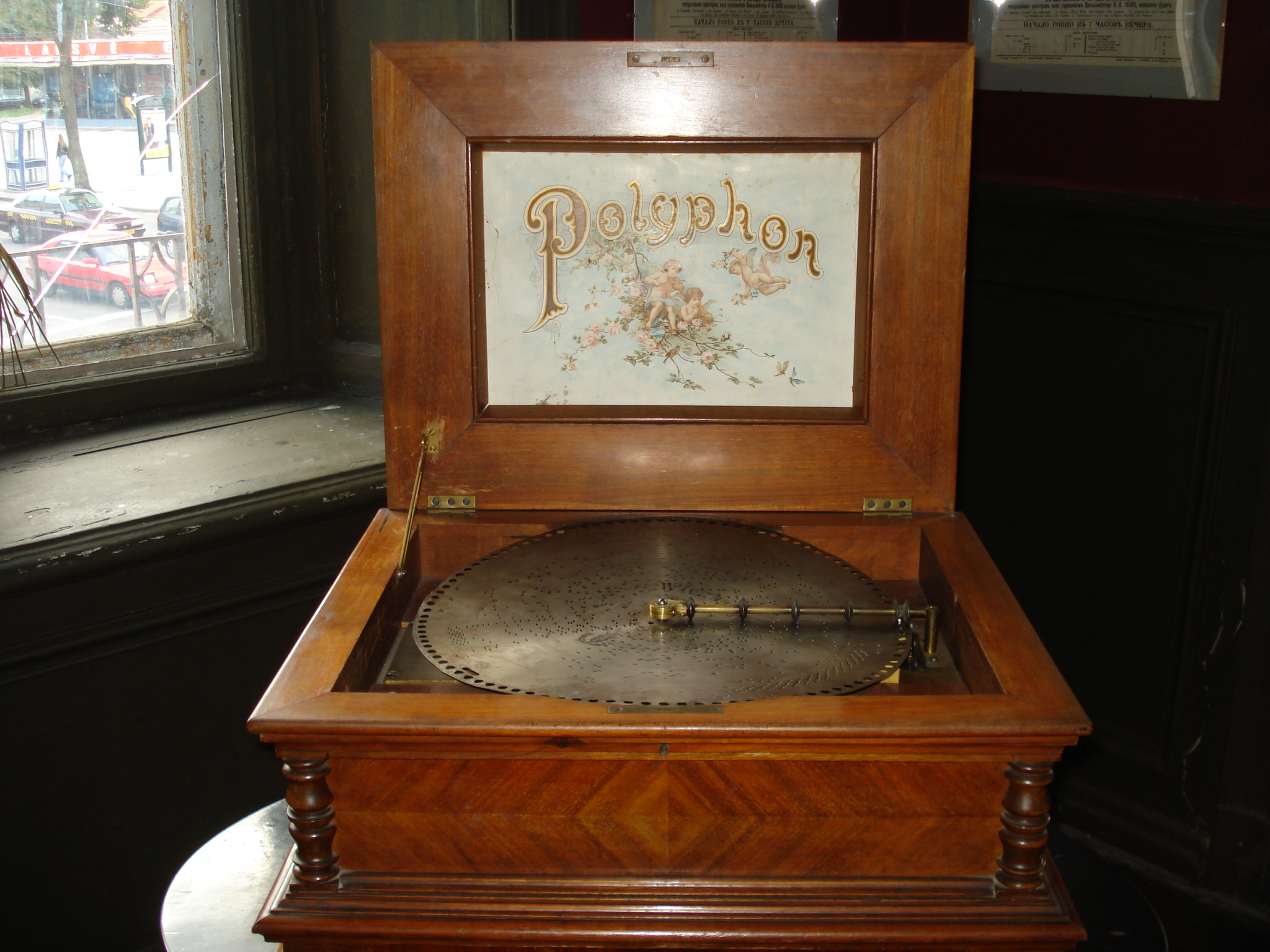
Ein Polyphon im Litauischen Theater-, Musik- und Kinomuseum
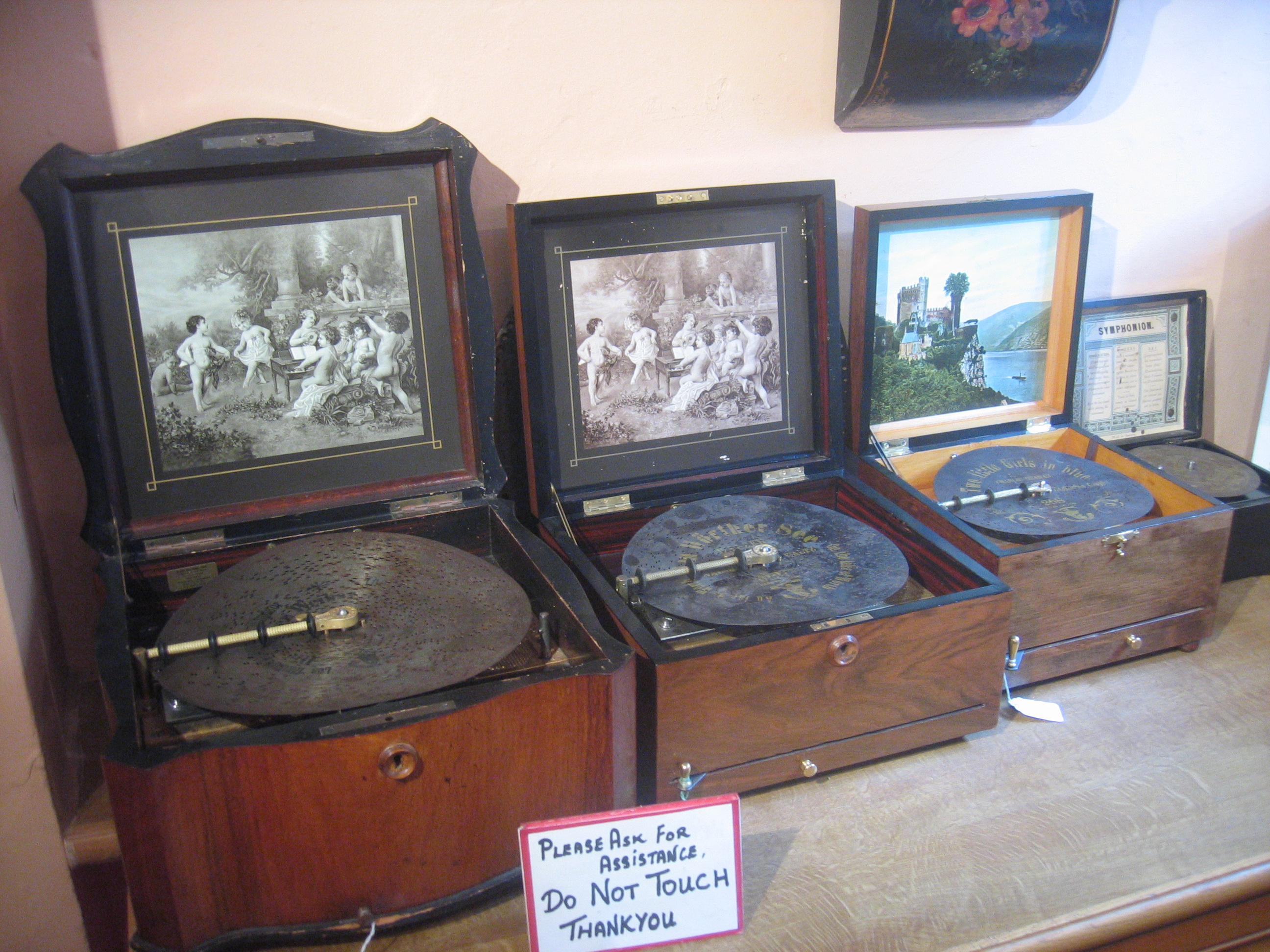
Polyphone in verschiedener Größe
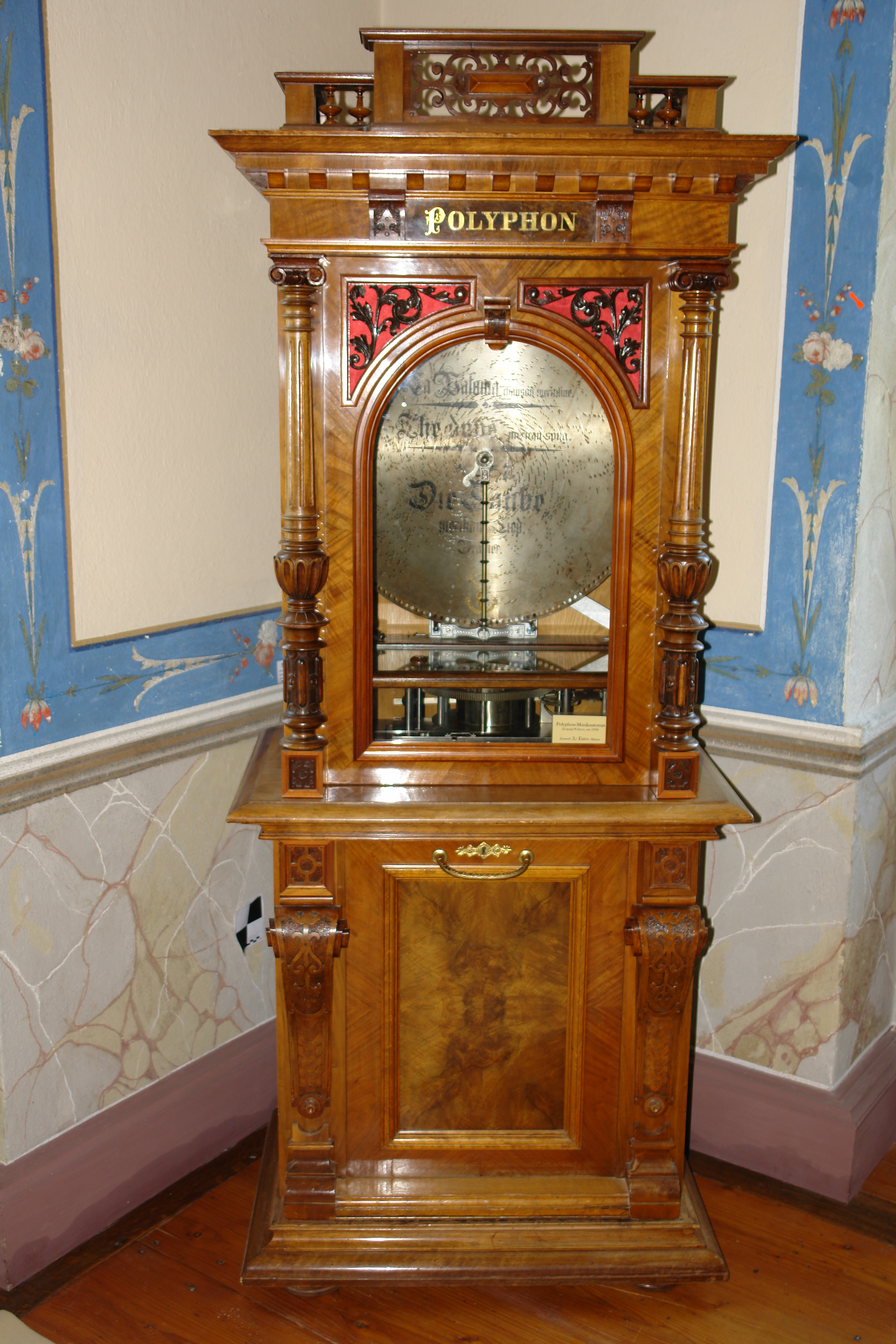
Münzspielautomat
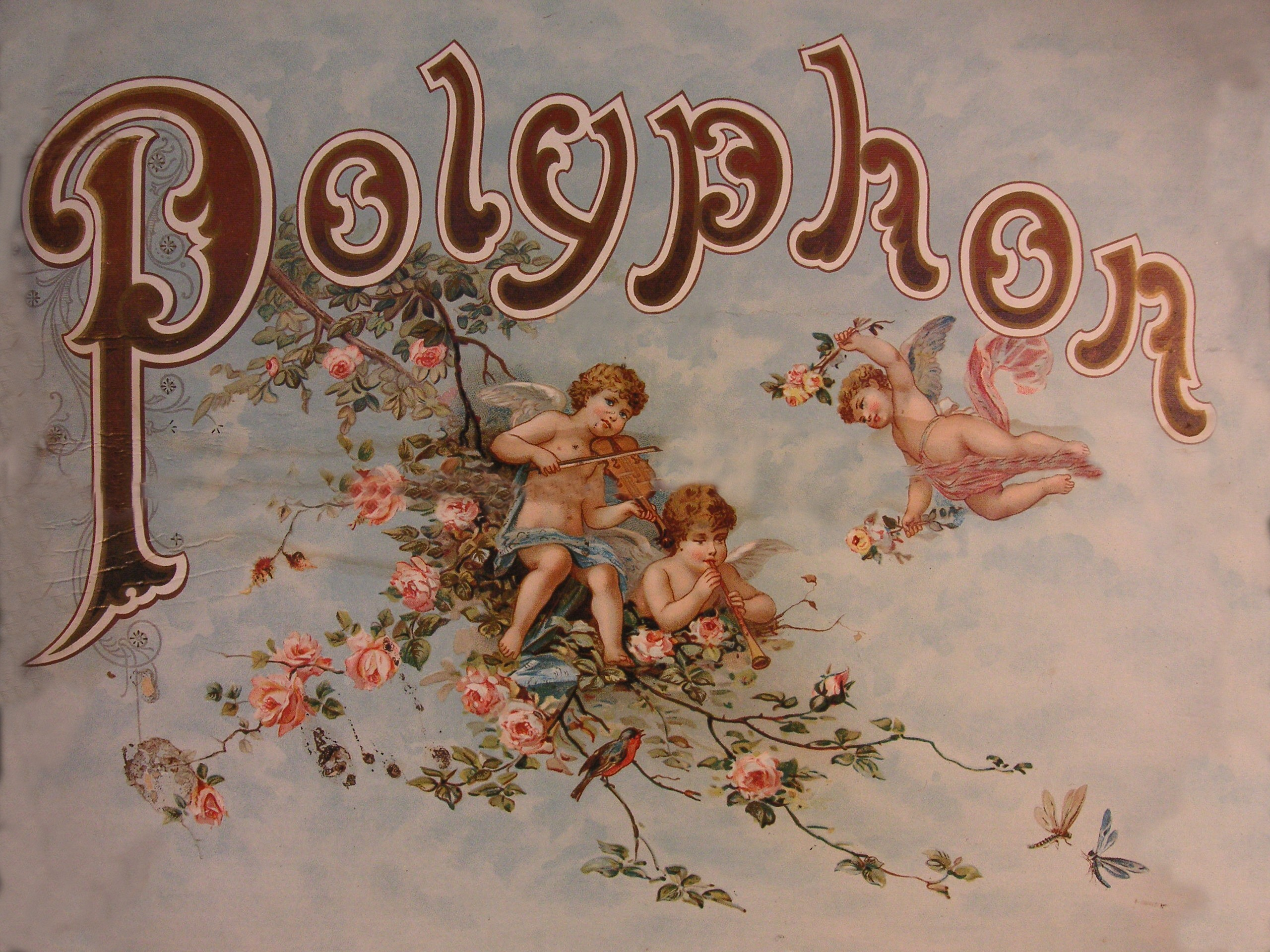
Polyphon Deckelmotiv
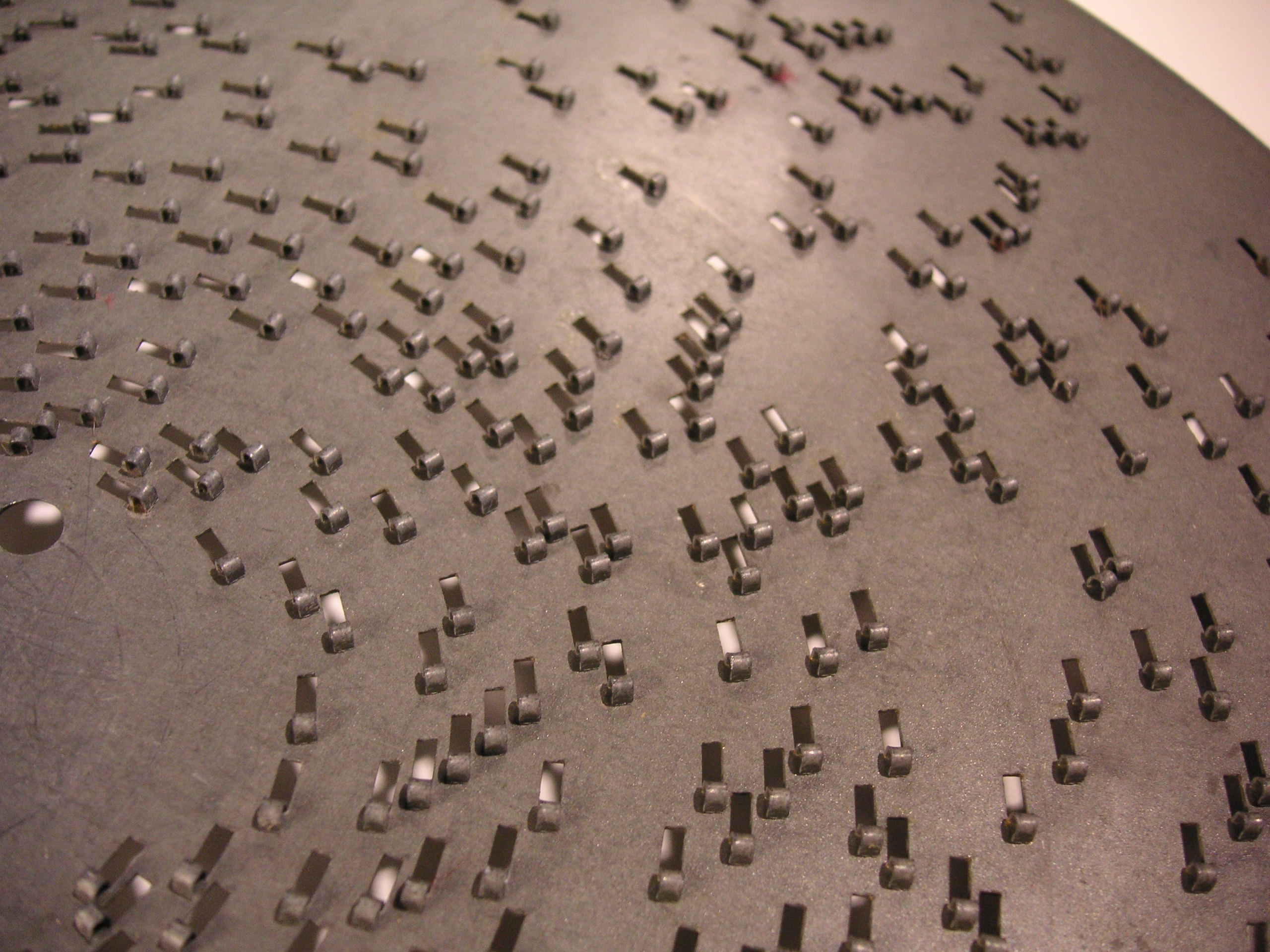
Lochplatte, Unterseite